# Stazione di Kiev
La stazione di Kiev (in ucraino Київ-Пасажирський вокзал?, Kyïv-Pasažyrskyj vokzal, lett. "stazione di Kiev-passeggeri") è lo scalo ferroviario principale della capitale ucraina.
La stazione serve più di 170.000 passeggeri al giorno (aggiornamento 2005) ed è costituita da un complesso di edifici, le cui entrate principali (con le biglietterie) si trovano in entrambi i lati del fascio ferroviario. La stazione serve i collegamenti ferroviari a lunga distanza e internazionali, oltre che i treni suburbani "elektryčka (електри́чка)" che collegano le aree rurali delle dača, le altre stazioni minori e le regioni vicine.
La stazione Vokzal'na della metropolitana di Kiev fa parte del complesso, che costituisce il maggior interscambio della città. Anche il terminal Starovokzal'na della rete tranviaria è anch'esso adiacente alla stazione.

## Storia

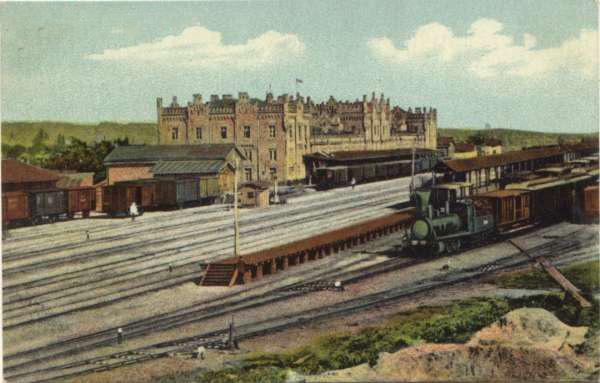
La vecchia stazione del XIX secolo in stile gotico inglese

### Origini
La vecchia stazione ferroviaria di Kiev fu costruita negli anni 1868-1870, durante la realizzazione delle linee Kiev-Balta e Kiev-Kursk, anch'esse completate nel 1870. La stazione si trovava in un avvallamento del fiume Lybid’, nel luogo in cui sorgevano alcune caserme militari. L'edificio della stazione fu realizzata in stile tardo gotico inglese dall'architetto Ivan-Fridrich Višnevskij.
Nel 1894 venne realizzata la linea del tram, mentre nel 1936 quella dei filobus. All'inizio del XX secolo venne sviluppato il progetto di costruire una nuova stazione, dal momento che la vecchia stazione non era più in grado di supportare l'accresciuto numero di passeggeri. Nel 1913 pertanto il vecchio edificio venne smantellato e sostituito da una struttura di legno temporanea situata nelle vicinanze dell'attuale capolinea della metropolitana leggera "Starovokzal'naja". Poco prima della prima guerra mondiale venne bandito un concorso di progettazione, vinto da Vladimir Ščukо́, ma lo scoppio della guerra consentì solo di gettare le fondazioni. Il completamento dell'edificio iniziò solo a metà degli anni 1920.

### Edificio centrale
L'attuale edificio della stazione centrale venne progettato e realizzato negli anni 1927-1932 da Aleksandr Verbickij e dall'architetto Pavel Fedotovič Alëšin in stile barocco ucraino con alcuni elementi di costruttivismo. Durante la seconda guerra mondiale, la stazione di Kiev venne parzialmente distrutta; successivamente, nel 1945-1949 l'edificio venne restaurato da G. F. Domašenko. Nel 1954-1955 vennero realizzati la stazione suburbana e il sottopassaggio per collegare la stazione e i marciapiedi dei binari. Negli anni 1967-1969 venne realizzata la pensilina sul marciapiede del primo binario e una struttura sopraelevata per i passeggeri (larga 10 metri e lunga 24 metri) per collegare i 4 binari. Negli anni 1978-1980, alla vigilia delle Olimpiadi di Mosca, venne rinnovato l'atrio principale della stazione.
La stazione centrale è iscritta nell'elenco dei beni architettonici protetti dell'Ucraina (codice 193).

### Edificio delle linee suburbane

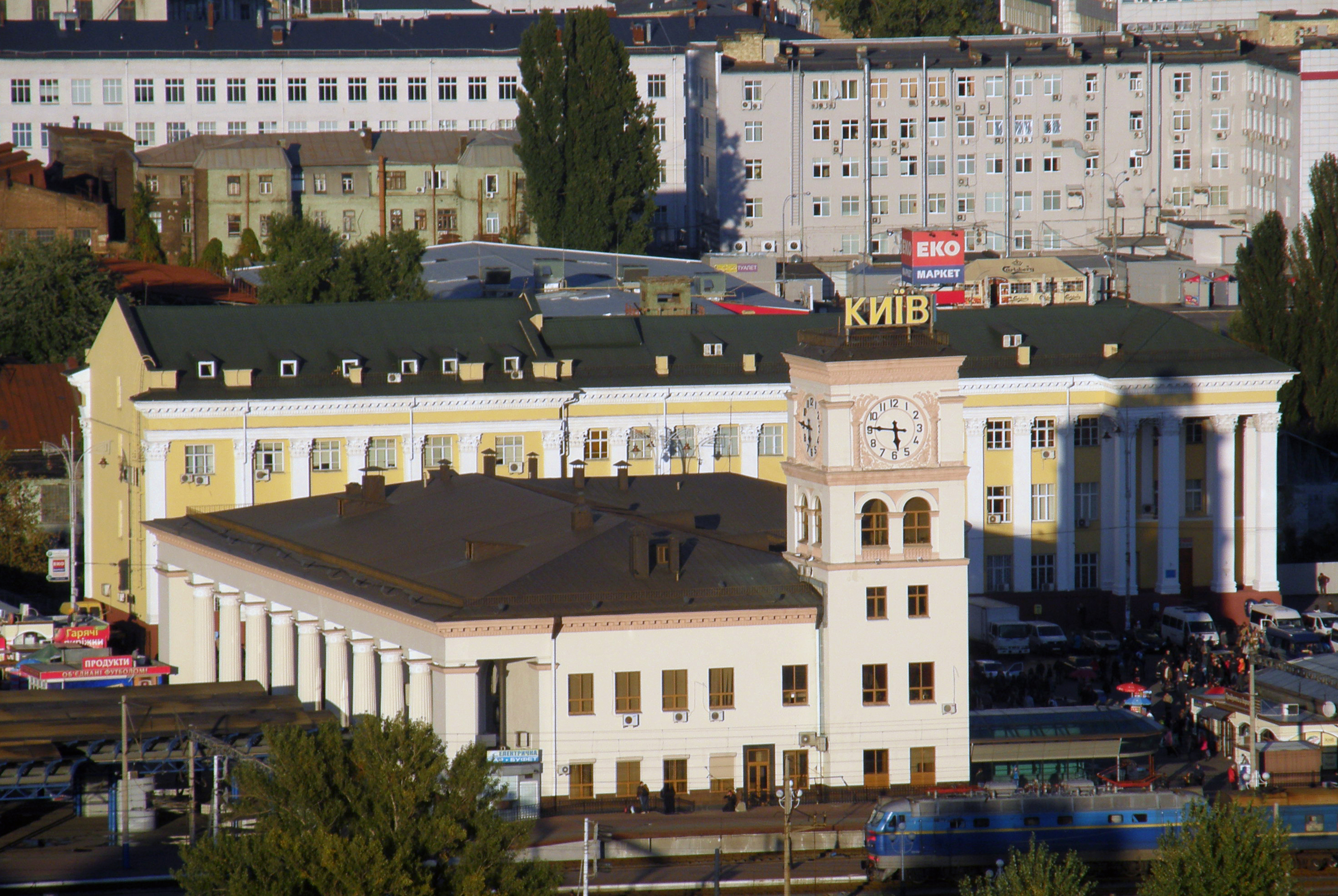
L'edificio delle linee suburbane con la caratteristica torre dell'orologio

Nella piazza antistante all'edificio centrale è presente anche l'edificio delle linee suburbane (in ucraino Приміський вокзал?, Prymis'kyj vokzal) e la stazione Vokzal'na della metropolitana di Kiev.

### Edificio meridionale
Il primo progetto per la costruzione della Stazione Sud (in ucraino Південний вокзал?, Pivdennyj vokzal) risale al 1903, ma in epoca sovietica tale edificio non venne mai realizzato, sebbene fosse stato pianificato.
Nel 2001 la stazione sud venne costruita a tempo di record (appena 6 mesi) dal lato opposto della vecchia stazione (anch'essa ristrutturata nello stesso anno). La passerella sopraelevata (in ucraino конкорсом?, konkorsom), che oltrepassa i 16 binari della stazione, fu prolungata fino al nuovo edificio. L'edificio meridionale non è propriamente una diversa stazione (sebbene sia dotata di biglietterie, sale d'attesa, due grossi parcheggi per l'interscambio con la metropolitana).
Il progetto di riqualificazione urbana ha visto la anche la realizzazione del museo del trasporto ferroviario (in ucraino Музей залізничного транспорту?, Muzej zaliznyčnoho transportu) e la costruzione, nel piazzale antistante all'edificio meridionale, di una nuova chiesa, dedicata a San Giorgio, progettata dall'architetto Roman Syven'kyj.

### Progetti futuri
Tra i progetti di miglioramento sono inclusi:
- il potenziamento della stazione di Darnycja, per renderla il secondo hub per i treni a lunga percorrenza nella parte orientale della città (incluso un nuovo deposito per le carrozze letti)
- costruzione di una seconda entrata per la stazione Vokzal'na, che è la stazione della metropolitana di Kiev più affollata.
- estensione della linea Podils'ko-Vygurivs'ka, in costruzione dalle sponde del Dnepr alla stazione Vokzal'na.

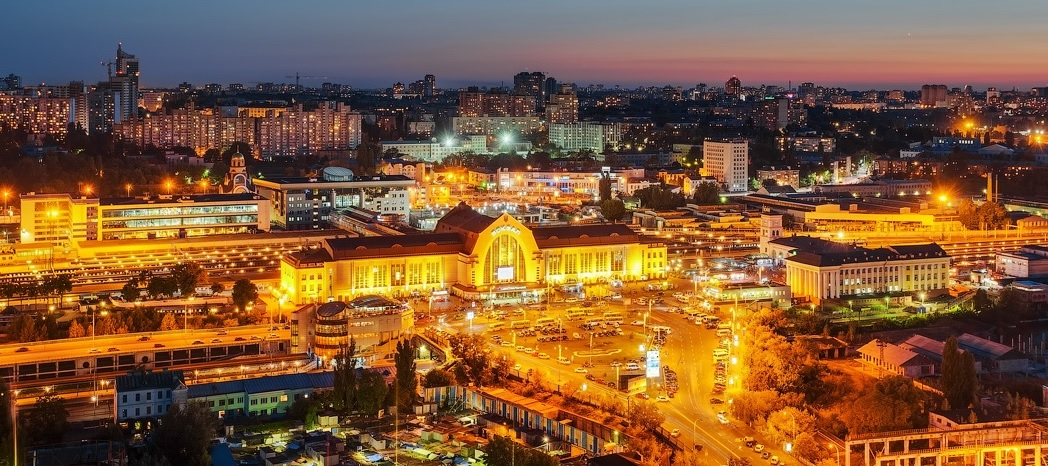
L'area della stazione di Kiev in un'immagine panoramica notturna

## Movimento

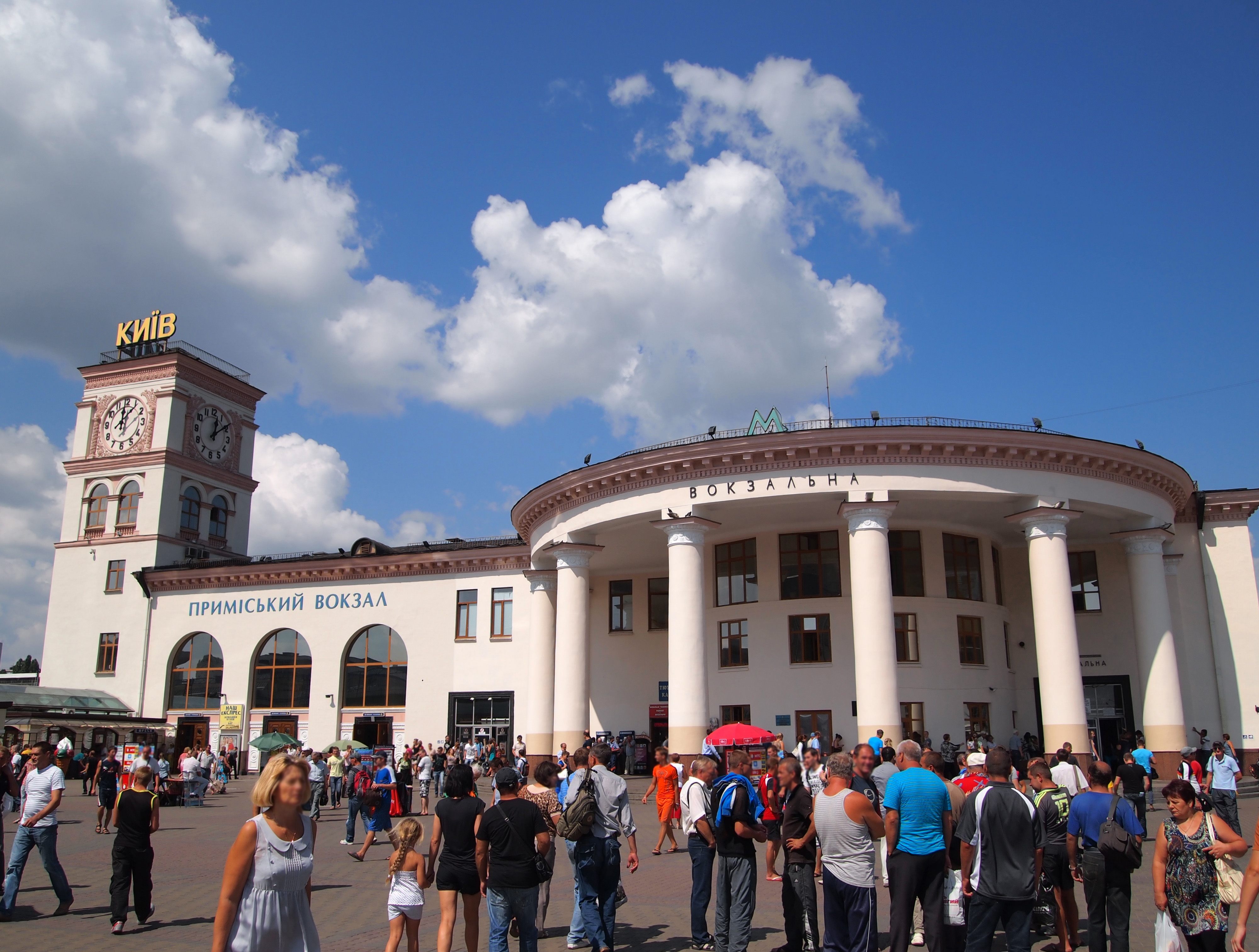
Entrata della vicina stazione Vokzal'na della metropolitana, situata a fianco dell'edificio delle linee suburbane

La stazione di Kiev è congestionata dal traffico ferroviario suburbano e a lunga percorrenza (soprattutto durante i picchi delle vacanze estive e invernali), oltre che dal traffico della vicina metropolitana (soprattutto negli orari di punta).

## Servizi
- Biglietteria a sportello
- Sala d'attesa
- Deposito bagagli con personale
- Ufficio oggetti smarriti
- Servizi igienici
- Posto di Polizia
- Ufficio informazioni turistiche
- Bar
- Ristorante
- Ascensori
- Scale mobili
- Farmacia
- Telefono pubblico

## Interscambi
- Fermata metropolitana (Vokzal'na, linea 1, metropolitana di Kiev)
- Fermata tram (Vokzal'na, linee 1, 3, 15, 18, rete tranviaria di Kiev)
- Fermata filobus (linee 12, 14, 33)
- Fermata bus (linee 5 e 7)
- Stazione taxi e maršrutka